# Frank O’Rourke
Francis O’Rourke (Cleland, 1876. december 5. – Bargeddie, 1954. december 24.) skót válogatott labdarúgó, aki az Airdrieonians és a Bradford City klubjaiban játszott középcsatárként.

## Pályafutása
Lanarkshire-ben született skót anyától és ír apától, aki Tyrone megyében jött a világra és 1881-ben halt meg. Pályafutását az Airdrieonians csapatánál kezdte, itt nyolc évet töltött, 1902–1903-ban pedig bajnok lett a skót másodosztályban.
1907. március 16-án játszotta egyetlen válogatott mérkőzését, mely során Írország ellen gólt is szerzett, egy hónap múlva pedig a Bradford City-hez szerződött. Az Airdrie ellen a gárda játszott egy barátságos találkozót, ezt követően a City igazgatósága a leedsi szállodában felébresztette őt, és szerződést kínált számára. 1907. április 6-án mutatkozott be a Notthingham Forest elleni 2–1-es vereség során. A második meccsén gól fűződött a nevéhez, harmadik összecsapásán pedig már a negyedik találatát jegyezte.
Az 1907–1908-as szezont gólkirályként zárta, egy találattal megelőzve ékpárját, Wallace Smith-t. A Gainsborough Trinity elleni 7–1-es kiütés alkalmával négyszer is eredményes volt, ennek köszönhetően a City a másodosztály bajnoka lett. A következő idényben 19 góllal végzett a góllövőlista első helyén, mindegyik meccsen lehetőséghez jutott, a gólátlaga megegyezett a Manchester City klubjáéval. 1909–1910-ben az FA-kupa sorozatában lett újra gólkirály három találatával, a bajnokságban egy góllal maradt alul Robert Whittingham mögött.
A legjobb bajnoki pozíciójukat, a hetedik helyezésüket 1910–1911-ben felülmúlták, miután ötödikek lettek a szezon végén, O’Rourke 13 góllal járult hozzá a sikerhez. Az évadban a City megnyerte egyetlen eddigi jelentős trófeáját, miután az FA-kupa döntőben 1–0-ra legyőzte a Newcastle Unitedet. A támadó az elődöntő első találkozóján a Blackburn Rovers ellen az első találatot jegyezte, mely 3–0-s győzelemmel ért véget. A döntő első meccse 0–0-val végződött, a megismételt mérkőzésen az egyetlen gólt Jimmy Speirs szerezte. Egyes feljegyzések O’Rourke-nak tulajdonítják a találatot, de ő tagadta, hogy beleért volna a labdába.
Ezt követően az akkor 32 éves csatár teljesítménye alább hagyott, kevesebb lehetőséget kapott, ez által kevesebb találatot is szerzett, az első világháború előtti utolsó szezonban mindössze 46 alkalommal lépett pályára és 11 gólt jegyzett. A 192 bajnoki meccsen elért 88 gólja 69 évig volt klubrekord, Bobby Campbell döntötte meg 1984 októberében, aki összesen 121 találatot jegyzett a csapatban.
Szerződését 1922 szeptemberében felbontották, bár utolsó bajnokiját 1914-ben játszotta. 1926-ig a gárda edzője volt, ezt követően visszaköltözött Skóciába, ahol 1954 karácsonyán, 77 évesen halt meg Bargeddie-ben.

### Góljai a válogatottban
| #  | Dátum            | Helyszín                     | Ellenfél | Eredmény | Végeredmény | Kiírás             |
| -- | ---------------- | ---------------------------- | -------- | -------- | ----------- | ------------------ |
| 1. | 1907. március 4. | Celtic Park, Glasgow, Skócia | Írország | 3–0      | Győzelem    | Brit házibajnokság |

## Sikerei, díjai
Airdrieonians
- Skót másodosztály: 1902–1903

Bradford City
- Angol másodosztály: 1907–1908
- FA-kupa: 1911

## Fordítás
Ez a szócikk részben vagy egészben  a   Frank O'Rourke (Scottish footballer) című angol Wikipédia-szócikk ezen változatának fordításán alapul.  Az eredeti cikk szerkesztőit annak laptörténete sorolja fel. Ez a jelzés csupán a megfogalmazás eredetét és a szerzői jogokat jelzi, nem szolgál a cikkben szereplő információk forrásmegjelöléseként.